# Ogrodniki (powiat bielski)
Ogrodniki – wieś w Polsce położona w województwie podlaskim, w powiecie bielskim, w gminie Bielsk Podlaski.  Leży nad Orlanką dopływem Narwi.
| SIMC    | Nazwa | Rodzaj  |
| ------- | ----- | ------- |
| 0023685 | Użyki | kolonia |

Wieś królewska w starostwie bielskim w ziemi bielskiej województwa podlaskiego w 1795 roku.  W latach 1975–1998 miejscowość należała administracyjnie do województwa białostockiego.
Wierni kościoła rzymskokatolickiego należą do parafii Najświętszej Opatrzności Bożej w Bielsku Podlaskim.